# Pirapora do Curuçá, 1826 (hoje Tietê)
Em Pirapora do Curuçá, 1826 (hoje Tietê), concebida em 1945 em função das comemorações do cinquentenário do Museu Paulista, Zilda Pereira reproduz a vista da margem do rio Tietê com base em um desenho de Hercule Florence. Dois indivíduos, localizados na margem mais próxima do observador, parecem preparar ferramentas de navegação enquanto o rio está em movimento. Na margem oposta aos dois barqueiros do primeiro plano, observa-se uma canoa e um povoado situado em relevo montanhoso, que atualmente é a cidade de Tietê.

## Descrição
A obra de Zilda Pereira, feita em óleo sobre tela em 1945, foi encomendada por Afonso Taunay, então diretor do Museu Paulista, e pertence ao Fundo Museu Paulista sob o número de inventário 1-19428-0000-000. O quadro, que teve como base o desenho Pirapora de Hercule Florence, possui as seguintes medidas: 56 centímetros de altura e 80 centímetros de largura. 

## Análise
Na obra, Pereira baseou-se em um desenho de Hercule Florence, o qual pertence à Biblioteca Nacional da França e foi fotocopiado para o arquivo  do Museu Paulista. Composta em óleo e assinada no canto inferior esquerdo por “Pereira”, a pintura oferece uma vista da margem do rio Tietê.
No primeiro plano, há dois indivíduos, muito provavelmente barqueiros, visto que empunham instrumentos caros a esse ofício (11). O rio está em movimento e o contato da água com as pedras dispostas em meio à correnteza reafirmam essa sensação. Há também uma canoa, transporte bastante comum às monções, próxima ao povoado situado em relevo montanhoso e oposto aos dois indivíduos em primeiro plano.

## Contexto
Compondo a sala B-7, “Monções”, a obra foi encomendada por Afonso Taunay a Zilda Pereira no contexto da comemoração do cinquentenário do Museu Paulista e data de 1945.